# Swadic Sanudi
Swadic Sanudi (Lilongué, 21 de outubro de 1983) é um futebolista malauiano que atua como goleiro.

## Carreira
Swadic Sanudi representou o elenco da Seleção Malauiana de Futebol no Campeonato Africano das Nações de 2010.